# Stumpffia megsoni
Stumpffia megsoni es una especie de anfibio anuro de la familia Microhylidae. Esta rana es endémica de Ampombofofo en la región de Diana en el extremo norte de Madagascar. Habita en cuevas y bosques primarios y secundarios. Se cree que como en otras especies de su género, sus renacuajos se desarrollan en nidos de espuma.
Esta especie lleva el nombre en honor a Steven Megson.

## Publicación original
- Köhler, Vences, D'Cruze & Glaw, 2010 : Giant dwarfs: discovery of a radiation of large-bodied 'stump-toed frogs' from karstic cave environments of northern Madagascar. Journal of Zoology, vol. 282, n.º 1, p. 21-38.[2]